# Кролик (картина)
«Кролик» — картина художника-імпресіоніста Едуара Мане, написана в 1881 році; нині знаходиться в колекції Національного музею Кардіффа. Робота є специфічним натюрмортом у вигляді мертвого кролика або зайця (роботі часто приписують назву «Заєць»), повішеного на гачок за закритим вікном.

## Історія

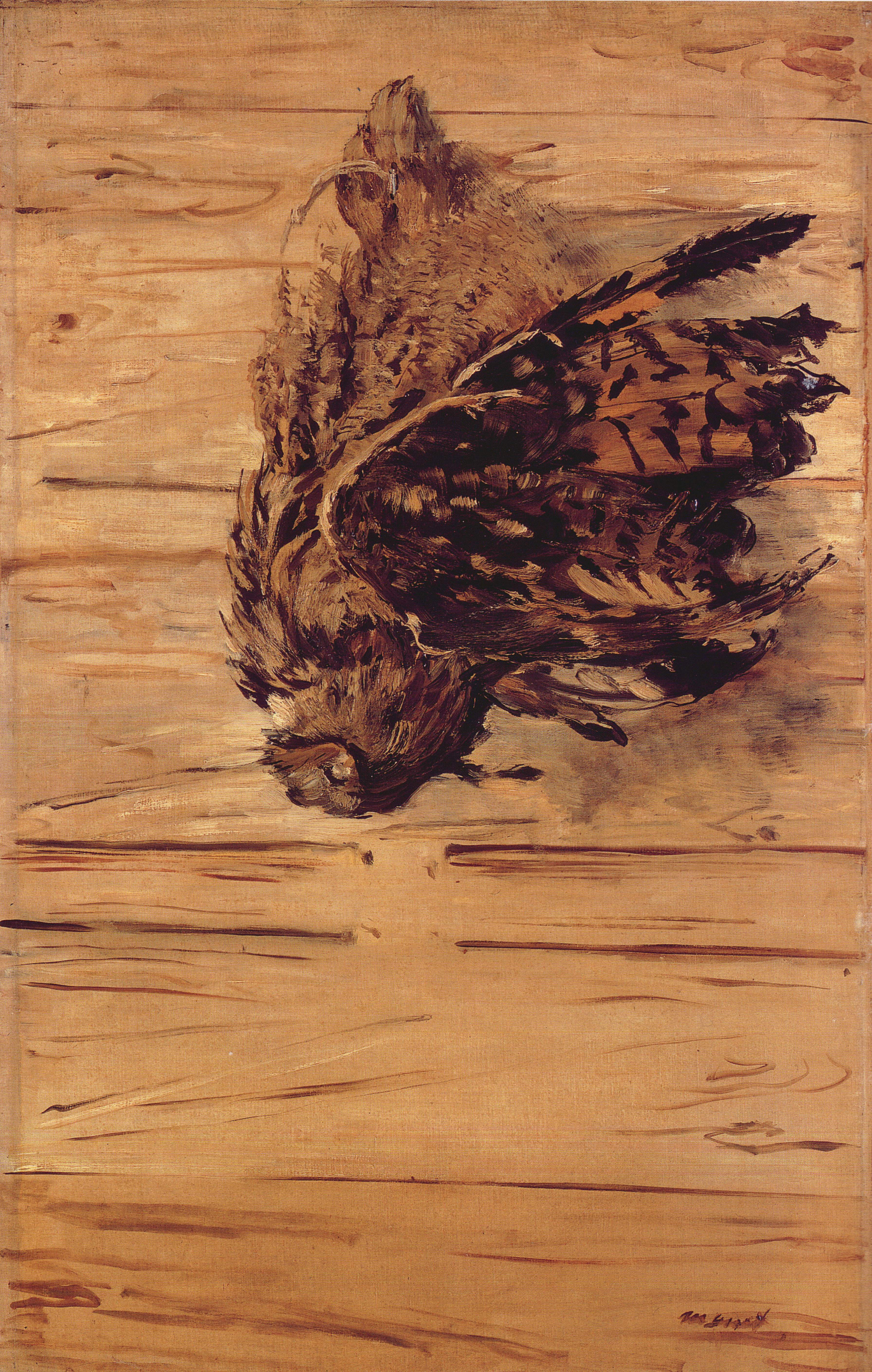
«Пугач» Мане, 1881

Картина «Кролик» замислювалася як одна з чотирьох декоративних панелей; Мане намалював її відразу після отримання замовлення на серію панелей для прикраси Залу засідань Отель-де-Віля в Парижі . Але, незважаючи на це, жодна з картин до Зали засідань так і не потрапила. Завершений 1881 року, коли здоров'я Мане різко погіршилося, «Кролик» писався під час літнього відпочинку художника на віллі у Версалі. Картина, що складала разом із «Пугачем» центральну пару чотирьох панелей, була частиною нового циклу декоративних робіт, до якого Мане приступив під час свого перебування у Версалі. Інша ж панель — «Пугач», яка продовжує тему мисливських трофеїв, започатковану в «Кролику», в 2012 році стала частиною Зібрання фонду Еміля Бюрле в Цюріху. Бічні панелі ілюструє наступне: на одній написана виноградна лоза, що обплітає сітку; на іншій продемонстровано куточок саду. Вони ж, дві інші картини, були згруповані з іншими схожими полотнами з майстерні Мане після його смерті — із замальовками вази з квітами та лійки. Однак можливо, що вони також входили до циклу цих робіт, не маючи жодного відношення до циклу мисливських трофеїв — «Кролика» та «Пугача».
Спочатку Мане спробував взяти участь із «Кроликом» у Паризькому салоні 1882 року, але цю картину не взяли. Після смерті Мане полотно було продано спільно з іншими роботами художника з його майстерні колекціонеру-маршану Полю Дюран-Рюелю. Пізніше «Кролик» перейшов у власність паризького художнього торгового дому Бернхайм-Жон. У 1917 році картину придбала валлійська філантропка Гвендоліна Девіс, яка через рік виставила її в Художній галереї королеви Вікторії в Баті . Після своєї смерті Гвендоліна заповіла свою колекцію картин художників-імпресіоністів Національному музею Кардіффа — серед картин був і «Кролик» Мане, який там досі зберігається.

## Опис
Картина написана у сміливій та вільній манері, і, як і всі картини імпресіоністів, її бажано розглядати на відстані. Вона дуже відрізняється від ранньої (1866) роботи Мане, також названої «Кроликом», написаної у традиціях французького натюрморту. «Кролик» 1866 року, близький за манерою роботам Шардена, набагато більш традиційний і деталізований, на відміну від картини 1881 року, яка своєю недбалістю близька до імпресіонізму. Її швидкі і широкі мазки зображують різні текстури: від хутра мертвої тварини до фіранок і плюща, що обрамляють кролика.